# Limnichthys rendahli
Limnichthys rendahli és una espècie de peix de la família dels creédids i de l'ordre dels perciformes.

## Descripció
Musell groguenc. Ulls de color blau-verd. Aletes pectorals blanques. Aleta caudal groga. 29-33 radis a l'aleta dorsal i 30-32 a l'anal.

## Alimentació
El seu nivell tròfic és de 3.

## Hàbitat i distribució geogràfica
És un peix marí, demersal i de clima temperat, el qual viu al Pacífic sud-occidental: és un endemisme de Nova Zelanda.

## Observacions
És inofensiu per als humans i el seu índex de vulnerabilitat és baix (10 de 100).